# Henryk Bardijewski
Henryk Bardijewski (* 7. Januar 1932 in Częstochowa; † 9. Dezember 2020) war ein polnischer Schriftsteller, Satiriker und Hörspielautor. Seine Tochter ist die Schriftstellerin und Hörspielautorin Liliana Bardijewska.

## Leben
Henryk Bardijewski wuchs in Częstochowa auf und besuchte dort das Gymnasium. Nach dem Erwerb des Abiturs 1950 und dem Tod seines Vaters nahm er ein Studium der Polonistik an der Universität Warschau auf, wo er ab 1953 Bibliothekswesen studierte. Als Lyriker debütierte er 1952 mit dem Gedicht Krótka recenzja z książki I. Newerlego „Pamiątka z celulozy“ in der Satirezeitschrift Szpilki (Stöckelschuhe). Die Zusammenarbeit mit der Zeitschrift währte bis 1979. Während seines Magisterstudiums 1953 bis 1956 arbeitete er am Bibliographischen Institut der Biblioteka Narodowa (Nationalbibliothek) in Warschau. Ab 1956 veröffentlichte er zahlreiche Hörspiele. Von 1957 bis 1985 arbeitete er für das Polskie Radio. Er begann im Bereich Humor und Satire und war ab 1971 bis 1975 verantwortlicher Redakteur für Hörspiele.
Während dieser Zeit wurde er 1963 in den Verband der Polnischen Literaten und 1978 in den polnischen P.E.N. aufgenommen. Parallel zu seiner Tätigkeit im Rundfunk war Bardijewski 1974 bis 1976 Redaktionsmitglied der Vierteljahreszeitschrift Teatr Polskiego Radia. Anschließend war er von 1976 bis 1985 als Literaturberater für die Radiodramaturgie tätig. In den 1990er Jahren publizierte er u. a. in Przekrój und Rzeczpospolita.

## Auszeichnungen
- 1971 Literaturpreis des Ausschusses für Rundfunk und Fernsehen[2]
- 1983 Literaturpreis 1. Klasse des Ausschussvorsitzenden[2]
- 1998 Orden Polonia Restituta (Offizier)[3]
- 2002 Ehrenpreis Wielki Splendor des Theaters des polnischen Radios[4]
- 2012 Silberne Gloria-Artis-Medaille für kulturelle Verdienste[3]

## Werke (Auswahl)

### Hörspiele
- 1956: Z mikrofonem wśród czarownic
- 1956: Tradycje
- 1960: Codziennie przed zaśnięciem
- 1960: Pokoje pełne gości
- 1961: Zasadzka
- 1963: Na małej scenie
- 1963: Schody
- 1965: Kamień
- 1966: Autostrada
- 1966: Historie królewskie
- 1966: Pięć snów w obcym mieście
- 1968: Bat
- 1968: Dieta
- 1968: Okno
- 1970: Odlot
- 1970: Szkic do obrazu
- 1972: Archiwum
- 1974: Klawiatura
- 1976: Julia
- 1977: Okup
- 1977: Posiedzenie
- 1977: Wejście w tło
- 1978: Grzywna
- 1978: Z daleka i dyskretnie
- 1979: Trzy kroki rozbiegu
- 1980: Obszar swobody
- 1981: Szkoła retorów
- 1983: Bądź zdrowy
- 1984: Przyzwolenie
- 1985: Fatum
- 1990: Ikaria
- 1993: Rezydencja
- 1994: Przeciąg
- 1995: Emanuel
- 1996: Papiery po panu de Chamfort
- 1997: Czas ryby
- 2000: Bajka na biegunach
- 2001: Znajomość na lepsze czasy
- 2002: Faustyn
- 2003: Dziesiąte przykazanie
- 2004: Hotel pod kratą
- 2005: Według Ezopa
- 2006: Emigrant
- 2007: Terapia dla odważnych
- 2009: Zamęt
- 2010: Przyjdzie ktoś ważny
- 2015: Sen nocy jesiennej
- 2018: Monument
- 2018: O czym ludzie milczą

In Deutschland:
- 1966: Polnische Woche im SWF 1966: Märchen 62 – Regie: Hans Gerd Krogmann (Hörspielbearbeitung – SWF)
- 1967: Herr Jota und die Tiere – Regie: Gustav Burmester (Hörspiel – WDR)
- 1971: Der Apfelbaum – Regie: Walter Niklaus (Original-Hörspiel, Kurzhörspiel – Rundfunk der DDR)
- 1971: Abflug – Regie: Otto Kurth (Hörspiel – WDR)
- 1973: Portrait eines älteren Herrn mit Buch – Regie: Edward Placzek (Originalhörspiel – Rundfunk der DDR)
- 1976: Albert – Regie: Romana Mater (Originalhörspiel, Kurzhörspiel – Rundfunk der DDR)
- 1980: Von fern und ganz diskret – Regie: Andrzej Zakrzewski (Originalhörspiel – Rundfunk der DDR)
- 1986: Gesund sein ist alles – Regie: Joachim Staritz (Hörspielbearbeitung – Rundfunk der DDR)
- 1988: Stunde der Wahrheit – Regie: Peter Groeger (Originalhörspiel – Rundfunk der DDR)
- 1989: Pangäa – Regie: Rainer Schwarz (Originalhörspiel – Rundfunk der DDR)
- 1990: Die Sitzung – Regie: Beate Rosch (Originalhörspiel – Rundfunk der DDR)
- 1992: Arie für tausend Stimmen – Regie: Barbara Plensat (Originalhörspiel – DS Kultur)
- 1993: Der goldene Sonntag – Regie: Beate Rosch (Originalhörspiel – SFB)

### Erzählungen
- Rysunki na piasku (1962)
- Talizman i inne opowiadania (1965)
- Alibi. Skecze i monologi (1966)
- Lustra (1972)
- Jak zostać monarchistą, a właściwie królem (1976)
- Pochód Don Kichotów (1977)
- Klawiatura (1977)
- Dzień niepokoju (1979)
- Kraina intymności (1979)
- Rzut podkową (1979)
- Irytacje (1984)
- Czekanie na znak(1985)
- Wiek świateł (1992)
- Spis rzeczy i inne opowiadania (2001)
- Dzikie Anioły i inne opowiadania (2006)
- Blisko, za blisko (2010)
- Przelotna radość (2012)
- Pan Fiasko i jego sukcesy (2017)

### Kinder- und Jugendliteratur
- Złoty potok (2006)
- Baśń o latającym dywanie (2006)
- Bajka na biegunach (2008)
- Wyprawa do kraju księcia Marginała (2009)
- Każdy może zostać... odkrywcą! (2009)
- Baśń o latającym rumaku (2017)

### Filme
- Uroczystość (1967)
- Sznur (1970)